# Ilıkpınar, Kırıkhan
Ilıkpınar là một xã thuộc huyện Kırıkhan, tỉnh Hatay, Thổ Nhĩ Kỳ. Dân số thời điểm năm 2011 là 293 người.